# Chocolat's
De Chocolat's, oorspronkelijk opgericht als Chocolate Boys, was een Belgische muziekgroep uit de stal van de Moeskroeners Marcel De Keukeleire en Jean Vanloo. De groep bracht tussen 1975 en 1980 Caribische en tropische muziek in een latin disco stijl.

## Geschiedenis
De groep werd in 1975 door het duo Marcel de Keukeleire en Jean Vanloo opgericht in het Belgische Moeskroen als de Chocloate Boys. De groep bestond uit Belgische en Franse zangers en dansers. 
Hun eerste hit Brasilia Carnaval was een tropische mengeling van disco, funk, soul, mambo en salsa. Deze werd oorspronkelijk ingezongen door de Fransman Jean-Luc Drion maar later gebracht door Salvatore Acquaviva en Dominique Knaepen, beide afkomstig uit het Frans Roubaix. Het gelijknamige album verkocht 5 miljoen exemplaren en de opvolger Rythmo Tropical verkocht iets minder dan 1,5 miljoen exemplaren.
In 1976 scoorden ze met King of Clubs in de Verenigde Staten een 13de plaats in the Billboard National Disco Action Top 40. Begin 1978 verkregen ze een nieuwe notering in deze lijst met Baby, let's do it the French way.
Vanaf 1979 werd het al stiller rond de groep, al brachten ze in dat jaar nog wel enkele nummers uit. De Chocolat's stopten in 1980, na nog een hit te scoren met de herlancering van La chatte à la voisine uit 1976. In totaal brachten ze zeven albums en een tiental singles uit.

## Trivia
- Brasilia carnaval werd gebruikt als generiek voor het Franse televisieprogramma Ring parade met Guy Lux.
- Tussen 1980 en 1990 trad de Frans-Antilliaanse groep La Compagnie Créole, bekend van C’est bon pour le moral, in hun voetsporen door enkele van de nummers van de Chocolat's in hun oeuvre over te nemen.

## Discografie

### Albums
- 1975 - Brasilia Carnaval
- 1975 - Rythmo Tropical
- 1976 - Kings of Clubs
- 1976 - Donne moi un baiser
- 1977 - Baby, let's do it the French way
- 1977 - The Fabulous Chocolat's
- 1978 - African choco

### Singles
- 1975 - Brasilia Carnaval
- 1975 - Rythmo Tropical
- 1976 - Toca toca mi ré fa
- 1976 - La chatte à la voisine
- 1976 - King of Clubs
- 1977 - Baby, let's do it the French way
- 1977 - Cubanita
- 1979 - Senorita por favor
- 1979 - People's reggae